# Mistrzostwa Świata w Kolarstwie BMX 2025
Mistrzostwa świata w kolarstwie BMX 2025 odbyły się w Kopenhadze w dniach 2–3 sierpnia 2025 roku . 

## Medaliści
| Konkurencja:          | Złoto:              | Srebro:              | Brąz:         |
| Klasyfikacja mężczyzn |                     |                      |               |
| Elita                 | Arthur Pilard       | Izaac Kennedy        | Eddy Clerté   |
| Orlicy (do lat 23)    | Alexis Pieczanowsky | Joshua Jolly         | Jason Noordam |
| Juniorzy              | Evan Oliviera       | Clément Rocherieux   | Lucas Zhou    |
| Klasyfikacja kobiet   |                     |                      |               |
| Elita                 | Beth Shriever       | Saya Sakakibara      | Judy Baauw    |
| Orliczki (do lat 23)  | Michelle Wissing    | Renske van Santvoort | Marie Favrel  |
| Juniorki              | Lily Greenough      | Elsa Rendall Todd    | Alexis Alden  |

## Klasyfikacja medalowa
Opracowano na podstawie materiałów źródłowych.
| Lp. | Państwo           | złoto | srebro | brąz | Razem |
| --- | ----------------- | ----- | ------ | ---- | ----- |
| 1   | Francja           | 3     | 1      | 2    | 6     |
| 2   | Holandia          | 1     | 1      | 2    | 4     |
| 3   | Wielka Brytania   | 1     | 1      | -    | 2     |
| 4   | Nowa Zelandia     | 1     | -      | -    | 1     |
| 5   | Australia         | -     | 3      | -    | 3     |
| 6   | Kanada            | -     | -      | 1    | 1     |
| 6   | Stany Zjednoczone | -     | -      | 1    | 1     |